# Étidocaïne
L'étidocaïne est un anesthésique local de la famille des amino-amides. Elle est peu utilisée.